# 宇田智子
宇田 智子（うだ ともこ、1980年 - ）は、日本の古書店店主、エッセイストである。

## 経歴
1980年、神奈川県に生まれる。東京大学文学部卒業。
2002年、ジュンク堂書店に入社し、池袋本店で人文書を担当する。2009年、那覇店の開業に伴い、沖縄県に移り住む。2011年、ジュンク堂書店を退職。同年、那覇市の第一牧志公設市場の向かいに古書店「市場の古本屋 ウララ」を開店した。
2014年、第7回わたくし、つまりNobody賞を受賞した。
著書に『那覇の市場で古本屋 ひょっこり始めた〈ウララ〉の日々』、『本屋になりたい この島の本を売る』、『市場のことば、本の声』などがある。

## 著書
- 『那覇の市場で古本屋 ひょっこり始めた〈ウララ〉の日々』（ボーダーインク、2013年）
- 『本屋になりたい この島の本を売る』（ちくまプリマー新書、2015年 / 増補版、ちくま文庫、2022年）
- 『市場のことば、本の声』（晶文社、2018年）

## 受賞
- 2014年 - 第7回わたくし、つまりNobody賞[10]